# Хрут-Марико
Хрут-Марико – это город в Северо-Западной провинции ЮАР. Экономика в большой степени зависит от сельского хозяйства, туризма и горного дела. Само название города, «Хрут-Марико» означает «Большой Марико» и происходит от названия реки, у которой расположен город, Марико. Это самый маленький город в Южно-Африканской Республике. Здесь ежегодно проходит фестиваль искусств, а жители устраивают гонки на горных велосипедах.

## Описание

### История
Заселение территорий Хрут-Марико в ходе путешествия треккеров происходило ещё в 1845 году. В 1871 это место стало частью Зееруста, который впоследствии был объявлен Трансваальской республикой. Сам город был основан только в 1948 А.Д.М ван Аартом и его друзьями около фермы «Чудо-Фонтан».

### Битва при Клейнфонтейне
В ходе Англо-Бурской войны, битва при Клейнфонтейне произошла 24 октября 1901 года в 10 километрах к западу от города, когда буры смогли временно прорвать британское наступление. Армия Англии потерпела потери в 400 человек и несколько единиц техники, в то время как сами буры потеряли лишь 60 человек. Ныне, на месте сражения расположен памятный мемориал.

### Описание
Город является частью бушвелдского комплекса, а его климат, который идеально подходит для жизни крупного рогатого скота и посадки цитрусовых растений, табака и кукурузы. Здесь находятся каменоломни для добычи мрамора, шифера, андалузита и крупной добычей никеля, которые добывают на берегу реки Марико и фермы вокруг деревни, которые повлекли недовольство горожан, а также их успешную петицию для прекращения такого городского развития. 
В 2010 году фермы Хрут-Марико были одними из последних в ЮАР, которые были подключены к ручной телефонной системе.
В 2016 были начата начата повторная добыча алмазов в шахтах, в результате чего жители города выразили свои возражения в форме протестов и петиций.